# 다카미즈촌
다카미즈촌(高水村)은 야마구치현 구마게군에 설치된 촌이다. 